# Флаг Теннесси
Флаг Теннесси́ (англ. Flag of Tennessee) — один из государственных символов американского штата Теннесси.

## Описание флага
Флаг представляет собой прямоугольное полотнище красного цвета с узкой синей полосой по правому краю. В центре находится синий круг с белой каймой, внутри его — три белых звезды. Звёзды должны быть расположены таким образом, чтобы линия, проведённая через центры любых из двух звёзд не была параллельна сторонам флага.

## Символика флага
Три звезды символизируют три основных части штата — Восточный, Средний и Западный Теннесси. Синий круг, на который помещены звёзды, символизирует единство штата. Синяя полоса в вольной части, со слов автора флага полковника Лероя Ривеса (англ. LeRoy Reeves), несёт декоративную функцию. Журнал National Geographic в октябре 1917 года ошибочно сообщал, что звёзды символизируют штат Теннесси как третий штат, вошедший в состав США, после первоначальных тринадцати.
Эмблема, изображённая в центре флага, используется в символике некоторых крупных компаний (Первый Банк Теннесси) и спортивных команд штата (футбольная команда Теннеси Тайтанс из Национальной футбольной лиги).

Проект флага штата в составе конфедерации